# Hypaenistis
Hypaenistis là một chi bướm đêm thuộc họ Noctuidae.